# Canestrelli

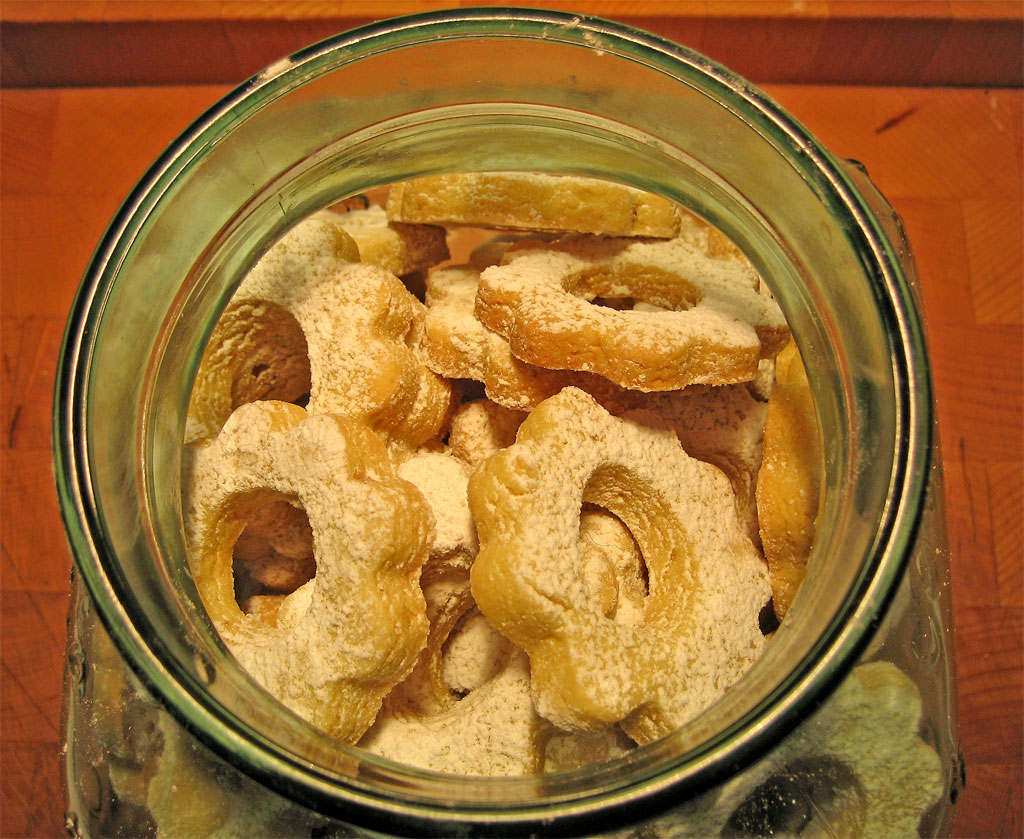
Canestrelli.

Les canestrelli (« petits paniers ») sont des biscuits originaires de Montferrat[réf. nécessaire] et communs au Piémont et en Ligurie, en Italie.
Il y a plusieurs sortes de canestrelli. L'une d'elles est constituée de deux gaufrettes avec en leur milieu une crème au chocolat, et sont rectangulaires.
En Corse, ces biscuits sont appelés « canistrelli » avec des spécificités plus locales[réf. nécessaire].